# 심바스타틴
심바스타틴(Simvastatin, 상표명: Zocor 등)은 지질 강하 약제이다 지질 수치의 감소를 위해 운동, 식이조절, 체중 감소와 더불어 사용된다. 고위험군 환자의 경우 심혈관계 질환의 위험을 줄이기 위해서도 사용된다. 구강으로 투여한다.
일반적인 부작용으로는 변비, 두통, 메스꺼움이 포함된다. 심각한 부작용으로는 근육 붕괴, 간 질환, 혈당 수준의 증가가 포함될 수 있다. 신부전증 환자에게는 적은 양의 투여가 필요하다. 임신 중에 성장하는 태아에게는 위험하다는 증거가 있으며 모유 수유 중인 사람은 복용하지 않는 것이 좋다. 스타틴계 약물로서, 간에 의한 콜레스테롤 생성을 감소시킴으로써 동작한다.
심바스타틴은 1980년 Merck에 의해 특허를 받았으며 1992년 의학용으로 사용되기 시작했다. 의료제도에 필수적인 가장 효과적이고 안전한 의약품 목록인 WHO 필수 의약품 목록에 등재되어 있다. 제네릭 의약품으로 구매가 가능하다. 개발도상국의 도매가는 2014년 기준으로 일일 US$0.01 ~ 0.12이다. 미국 내 비용은 일일 US$0.50 ~ 1.00 사이이다. 심바스타틴은 아스페르길루스테레우스균으로 만든다. 2016년, 6,500만 건 이상의 처방과 더불어 미국에서 8번째로 많이 처방을 받은 약물이었다.